# Orden al Mérito
La Orden al Mérito (en ucraniano: Орден «За заслуги») es una condecoración de Ucrania.
La Orden al Mérito es la sucesora del Premio Honorario de la Presidencia de Ucrania, la primera condecoración del país después de la disolución de la Unión Soviética, instaurada el 18 de agosto de 1992. El 22 de septiembre de 1996 fue transformada en la Orden al Mérito, constando de tres clases.
La Orden al Mérito puede ser otorgada póstumamente y a extranjeros.

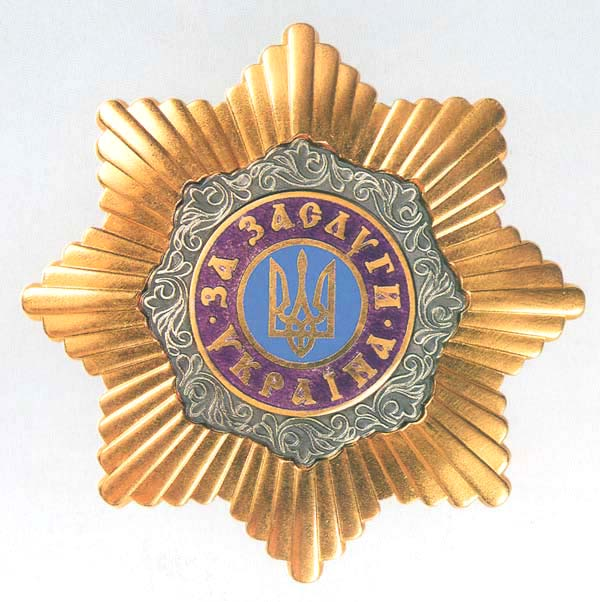
Estrella del primer grado.
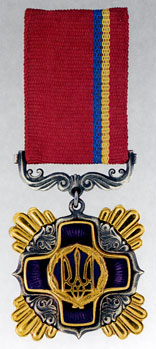
Medalla del segundo grado.
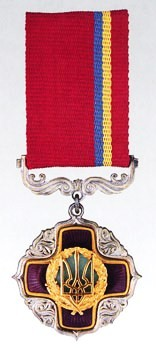
Medalla del tercer grado (idéntica al antiguo Premio Honorario de la Presidencia).